# Luncz Géza
Luncz Géza (Csebze, 1892. július 8. – Budapest, 1957. július 5.) magyar erdőmérnök, egyetemei tanár.

## Életpályája
1907–1911 között a makói József Attila Gimnázium diákja volt. A selmecbányai akadémia elvégzése után 1918-ban Ungvárott kezdte szolgálatát. 1919-ben Makóra került; itt az erdőtelepítési kirendeltség, majd mint az erdőhivatal vezetője, 1925-től pedig Csanád vármegye erdőfelügyelője volt. 1923-ban a Szegedi Tudományegyetemen államtudományi doktori oklevelet szerzett. 1927-ben a Földművelésügyi Minisztériumba rendelték. 1928-ban Nancyban bölcsészeti képesítést kapott. 1930-tól a római Nemzetközi Mezőgazdasági Intézetben, majd 1939-től a Berlinben megalakult Nemzetközi Erdészeti Központban hazánkat képviselte. 1942-ben a József Nádor Műszaki és Gazdaságtudományi Egyetem soproni kara magántanárrá képesítette. 1947-ben visszatért Budapestre, hol az Erdészeti Tudományos Intézet dolgozója lett.
Sírja a Farkasréti temetőben található (5/2-2-17).

## Magánélete
Felesége Gulácsi/Gulácsy Erzsébet (1895-1982) volt. Egy lányuk született: Erzsébet.

## Művei
- Plan d’aménagement des forêts. Instructions officielles. Applications pratiques (Róma, 1932)
- Protection des forêts et des cultures agricoles contre le vent (Róma, 1933)
- Forêts privées (Róma, 1938)
- La législation sur le reboisement des tenains incultes (Berlin, 1940)
- Les plantations routières et leur importance au point de vue forestier (Berlin, 1942)
- Erdészet (Budapest, 1953)